# Lovšetov potok
Lovšetov potok je potok, ki izvira v hribovju med Moravčami in reko Savo. V Savo se kot levi pritok izliva v naselju Ribče.